# Bataille de Gimnée
 (signalé en août 2025).
Si vous disposez d'ouvrages ou d'articles de référence ou si vous connaissez des sites web de qualité traitant du thème abordé ici, merci de compléter l'article en donnant les références utiles à sa vérifiabilité et en les liant à la section « Notes et références ».
- Archive Wikiwix
- Bing
- Cairn
- DuckDuckGo
- E. Universalis
- Gallica
- Google
- G. Books
- G. News
- G. Scholar
- Persée
- Qwant
- (zh) Baidu
- (ru) Yandex
- (wd) trouver des œuvres sur Wikidata

La bataille de Gimnée est un bref affrontement qui opposa des troupes du Saint-Empire germanique à une armée de soldats français envoyée dans le but d'interrompre la construction du fort de Charlemont, à Givet. Elle se déroula du 15 au 16 juillet 1555, au lieu-dit "Croix Bataille", à Gimnée, et se conclut par une retraite des troupes françaises.

## Préalable
Charles Quint avait confié à Martin van Rossum le commandant d'une importante armée destinée à protéger la construction du fort de Charlemont, commencée en juin 1555 sous la direction de Charles de Berlaymont, seigneur de Hierges et superintendant des travaux.
Les troupes de van Rossum s'installèrent dans le retranchement de Givet, non sans mal car de nombreuses rixes furent à déplorer, provoquées par un retard dans le paiement de la solde et le fait que l'armée était composée de soldats issus de plusieurs nationalités différentes. En outre, une épidémie de peste apparut dans le campement. van Rossum en fut atteint et mourut le 7 juin. Ses adjoints étant eux aussi atteints par la maladie, le commandement revint à Charles de Berlaymont.

## Bataille
C'est durant cet intérim, le 15 juillet 1555, qu'une armée de 16 000 soldats français, réunie dans la région de Couvin, attaqua les Impériaux dans le but d'interrompre la construction du fort de Charlemont. Cependant, le comte de Berlaymont, au courant des mouvements et des intentions des Français, avait envoyé à Gimnée — au lieu-dit "Croix Bataille" — un détachement de 4 000 fantassins et 2 000 chevaux pour y tendre une embuscade aux Français. Une fois le combat engagé, les Impériaux se replièrent sur Givet afin d'attirer les Français sous le feu de l'artillerie (16 canons — dont 10 de gros calibre — et 200 arquebuses) qui avait été amenée la veille dans le fort en construction.
Constatant le niveau de défense du fort, les Français préférèrent se retirer sur Nismes dans la nuit du 16 au 17 juillet.